# Xian de Changling
Le xian de Changling (长岭县 ; pinyin : Chánglǐng Xiàn) est un district administratif de la province du Jilin en Chine. Il est placé sous la juridiction de la ville-préfecture de Songyuan.

## Démographie
La population du district était de 632 396 habitants en 1999.